# Paolo Viola
Paolo Viola (Roma, 6 giugno 1948 – Palermo, 11 novembre 2005) è stato uno storico italiano, specializzato in storia della rivoluzione francese e della formazione degli stati nazione in Europa.

## Biografia
Si laureò all'Università di Pisa come alunno della Scuola Normale con una tesi sulla rivoluzione francese, sotto la guida di Albert Soboul. Insegnò all'Università della Calabria, alla Scuola Normale e, dal 1991, all'Università di Palermo.
Caratteristica dei lavori di Viola è un'interpretazione del processo rivoluzionario come trasferimento della sovranità, dal monarca per diritto divino alla nazione, primo grande passo verso le moderne democrazie.
Molto importante è inoltre il suo contributo all'analisi del meccanismo del terrore, e del terrorismo come strumento di lotta politica.